# Rostysław Hercyk
Rostysław Andrijowycz Hercyk (ukr. Ростислав Андрійович Герцик; ur. 5 lipca 1989 we Lwowie) – ukraiński florecista, brązowy medalista mistrzostw świata. 
Podczas mistrzostw świata w Budapeszcie w 2013 roku wywalczył brązowy medal w turnieju indywidualnym. Wyprzedzili go jedynie Miles Chamley-Watson z USA i Rosjanin Artur Achmatchuzin. W zawodach drużynowych Ukraińcy zajęli tam szóste miejsce.
Był też między innymi piąty drużynowo na mistrzostwach Europy w Antalyi w 2022 roku. 
Nigdy nie wziął udziału w igrzyskach olimpijskich.